# Asburgo-Laufenburg

Stemma dei Laufenburg con il leone degli Asburgo

La Casa d'Asburgo-Laufenburg dal 1232 al  1408 è stata un ramo degli Asburgo, ma non raggiunse mai l'importanza e la potenza dei loro parenti. Ebbe inizio nel 1232 con la divisione dei beni tra Alberto IV d'Asburgo e Rodolfo III d'Asburgo, fondatore della linea Laufenburg.
La linea Laufenburg si estinse il 18 maggio 1408 con la morte di Giovanni IV senza eredi maschi.

## Esponenti della famiglia
- Rodolfo III (1232-1249)
- Goffredo I (1239-1271)
- Rodolfo (?-1293), vescovo di Costanza
- Giovanni I (1297-1337)
- Giovanni II (?-1380)
- Rodolfo IV (1322-1383)
- Giovanni IV (1355-1408)